# Halleröd
Den här artikeln handlar om en ort. För professorn i sociologi, se Björn Halleröd
Halleröd är en småort i stadsdelen Rödbo (Rödbo socken) i Göteborgs kommun, Västra Götalands län.